# 月泉吟社
月泉吟社是南宋遗民创立的的诗社。
政和三年，浦江知县吴潮筑有月泉亭，朱熹、吕祖谦、陈亮等曾在此讲学。至元二十三年，前南宋浦阳江源縣令吴渭於十月十五日創立月泉吟社，由方凤、谢翱、吴思齐等主持大會，累積有詩篇二千七百三十五卷，並收集前六十名作品，所选诗作皆“清新尖刻，别自一家”，編成《月泉吟社诗》詩集，多述及亡國之痛。